# Pamphobeteus grandis
Pamphobeteus grandis is een spinnensoort in de taxonomische indeling van de vogelspinnen (Theraphosidae).
Het dier behoort tot het geslacht Pamphobeteus. De wetenschappelijke naam van de soort werd voor het eerst geldig gepubliceerd in 2008 door Bertani, Fukushima & Silva.